# Krzysztof Kamiński (fotograf)
Krzysztof Kamiński (ur. 11 czerwca 1939 w Opocznie, zm. 16 sierpnia 2019 w Gdańsku) – polski artysta fotograf, uhonorowany tytułami Artiste FIAP (AFIAP) oraz Excellence FIAP (EFIAP). Członek Okręgu Gdańskiego Związku Polskich Artystów Fotografików. Członek honorowy Gdańskiego Towarzystwa Fotograficznego. Członek Stowarzyszenia Dziennikarzy Polskich.

## Życiorys
Krzysztof Kamiński zadebiutował pierwszą prasową publikacją – portretem Poli Raksy na okładce „ITD” w 1961 roku.
W latach 1960–1968 pełnił funkcje: sekretarza, wiceprezesa i prezesa Zarządu Gdańskiego Towarzystwa Fotograficznego. Od 1964 do 1978 roku był członkiem Komisji Kwalifikacyjnej GTF. W latach 1971–1975 był członkiem Komisji Fotografii Krajoznawczej Zarządu Głównego PTTK. W latach 1966–1972 był wiceprezesem Federacji Amatorskich Stowarzyszeń Fotograficznych w Polsce. Od 1974 roku był członkiem Stowarzyszenia Dziennikarzy Polskich. Krzysztof Kamiński był jurorem w wielu konkursach (wystawach) fotograficznych, uczestniczył w obradach jury (m.in.) w wystawach fotografii „Venus” w Krakowie, „Salonie Portretu” w Gdańsku, wystawie „Dia-Pol” w Radomiu, wystawie „Fotomontaż” w Grudziądzu, wystawie „Apollo” w Olsztynie, oraz na „Foto-Expo” w Poznaniu.
W 1975 roku został członkiem Związku Polskich Artystów Fotografików (legitymacja nr 437), w którym w latach 1976–1983 pełnił funkcję wiceprezesa Zarządu Okręgu Gdańskiego ZPAF, w latach 1976–2005 był przewodniczącym Komisji Kwalifikacyjnej Okręgu Gdańskiego ZPAF, od 2011 roku był członkiem Komisji Kwalifikacyjnej Okręgu Gdańskiego Związku Polskich Artystów Fotografików.
Krzysztof Kamiński był autorem i współautorem wielu wystaw fotograficznych; indywidualnych, zbiorowych, poplenerowych, pokonkursowych. Brał aktywny udział w Międzynarodowych Salonach Fotograficznych, organizowanych pod patronatem FIAP, zdobywając wiele medali, nagród, wyróżnień, dyplomów, listów gratulacyjnych. Jego fotografie były prezentowane w wielu miastach Europy i świata (Berlin, Bournemouth, Bridge, Budapeszt, Drezno, Eindhoven, Grenoble, Haga, Hong Kong, Johannesburg, Kuching, Maitland, Matsuyama, Nowy Sad, Pusan, Puyallup, Reus, Rostock, Ryga, Safed, Salerno, Santiago, Seul, Southampton, Sydney, Tajpej, Waszyngton, Zadar).
Pokłosiem udziału w ww. Międzynarodowych Salonach Fotograficznych było przyznanie Krzysztofowi Kamińskiemu (w 1965) tytułu honorowego Artiste FIAP (AFIAP) oraz (w 1972) tytułu honorowego Excellence FIAP (EFIAP) – przez Międzynarodową Federację Sztuki Fotograficznej FIAP, z siedzibą w Luksemburgu.
Kolekcje fotografii Krzysztofa Kamińskiego znajdują się w zbiorach Muzeum Narodowego we Wrocławiu, Muzeum Historycznego Miasta Gdańska, Muzeum Narodowego w Gdańsku, Muzeum Liptowskiego w Rużomberku na Słowacji, Galerii Kodak w Sydney.
Pochowany na Cmentarzu Gdynia Obłuże.

## Publikacje (albumy)
- „Ratusz staromiejski w Gdańsku” (1967)
- „Elbląg” (1987);
- „Gdzie latarnie morskie migocą” (1999)
- „Trójmiejski Park Krajobrazowy” (2001);
- „Kaszubskim brzegiem Bałtyku – Nadmorski Park Krajobrazowy” (2002)
- „Gmina Wejherowo” (2009)

Źródło

## Odznaczenia
- Złoty Krzyż Zasługi
- Odznaka „Zasłużony Działacz Kultury”
- Odznaka Zasłużony Ziemi Gdańskiej
- Złota Odznaka Zasłużony Pracownik Morza
- Srebrna Odznaka Zasłużony Pracownik Morza
- Złota Odznaka „Fotograf Krajoznawca” (1974)[18]
- Złota Odznaka Honorowa Federacji Amatorskich Stowarzyszeń Fotograficznych w Polsce (1987)[18]

Źródło